# حافظه (فیلم ۲۰۰۶)
حافظه (به انگلیسی: Memory) نام فیلمی محصول ۲۰۰۶ به کارگردانی و تهیه‌کنندگی بنت جاشوا داولین است که فیلم نامه فیلم را نیز خودش نوشته‌است. در این فیلم ترسناک بازیگرانی همچون بیلی زین، دنیس هوپر، ان مارگارت، ترفکا هلفر و تری چان نقش آفرینی کردند.

## داستان
این فیلم در مورد دکتر جوانی است که با مصرف کمی از یک پودر ناشناخته صحنه‌های عجیبی از گذشته می‌بیند. صحنه‌هایی از قبل از تولد خویش که در آنها شخصی که ماسک بر چهره می‌زند دحتر بچه‌ها را به شکل عجیبی می‌رباید.